# Ізотопи заліза
Природне залізо (26Fe) складається з чотирьох стабільних ізотопів: 5,845 % 54Fe (можливо радіоактивного з періодом напіврозпаду більше 4.4 років), 91,754 % 56Fe, 2,119 % 57Fe і 0,286 %58 Fe. Відомо 24 радіоактивні ізотопи, найбільш стабільні з яких 60Fe (період напіврозпаду 2,6 мільйонів років) і 55Fe (період напіврозпаду 2,7 року).
Велика частина минулої роботи з вимірювання ізотопного складу Fe була зосереджена на визначенні варіацій 60Fe внаслідок процесів, що супроводжують нуклеосинтез (тобто дослідження метеоритів) і утворення руди. Однак за останнє десятиліття прогрес у технології мас-спектрометрії дозволив виявляти та кількісно визначати найменші, природні коливання у співвідношеннях стабільних ізотопів заліза. Значна частина цієї роботи була проведена спільнотами, що займаються вивченням Землі та планет, хоча починають з'являтися застосування до біологічних і промислових систем.

## Список ізотопів
| Символ ізотопу | Z(p)          | N(n)          | Маса ізотопу (u) | Період напіврозпаду           | Типи розпаду                  | Дочірні ізотопи               | Спін і парність ядра | Поширеність ізотопу в природі (мольна частка) | Діапазон розподілу в природі (мольна частка) |
| -------------- | ------------- | ------------- | ---------------- | ----------------------------- | ----------------------------- | ----------------------------- | -------------------- | --------------------------------------------- | -------------------------------------------- |
| 45Fe           | 26            | 19            | 45.01458(24)#    | 1.89(49) мс                   | β+ (30 %)                     | 45Mn                          | 3/2+#                |                                               |                                              |
| 45Fe           | 26            | 19            | 45.01458(24)#    | 1.89(49) мс                   | 2p (70 %)                     | 43Cr                          | 3/2+#                |                                               |                                              |
| 46Fe           | 26            | 20            | 46.00081(38)#    | 9(4) мс [12(+4-3) мс]         | β+ (>99.9 %)                  | 46Mn                          | 0+                   |                                               |                                              |
| 46Fe           | 26            | 20            | 46.00081(38)#    | 9(4) мс [12(+4-3) мс]         | β+, p (<.1 %)                 | 45Cr                          | 0+                   |                                               |                                              |
| 47Fe           | 26            | 21            | 46.99289(28)#    | 21.8(7) мс                    | β+ (>99.9 %)                  | 47Mn                          | 7/2−#                |                                               |                                              |
| 47Fe           | 26            | 21            | 46.99289(28)#    | 21.8(7) мс                    | β+, p (<.1 %)                 | 46Cr                          | 7/2−#                |                                               |                                              |
| 48Fe           | 26            | 22            | 47.98050(8)#     | 44(7) мс                      | β+ (96.41 %)                  | 48Mn                          | 0+                   |                                               |                                              |
| 48Fe           | 26            | 22            | 47.98050(8)#     | 44(7) мс                      | β+, p (3.59 %)                | 47Cr                          | 0+                   |                                               |                                              |
| 49Fe           | 26            | 23            | 48.97361(16)#    | 70(3) мс                      | β+, p (52 %)                  | 48Cr                          | (7/2−)               |                                               |                                              |
| 49Fe           | 26            | 23            | 48.97361(16)#    | 70(3) мс                      | β+ (48 %)                     | 49Mn                          | (7/2−)               |                                               |                                              |
| 50Fe           | 26            | 24            | 49.96299(6)      | 155(11) мс                    | β+ (>99.9 %)                  | 50Mn                          | 0+                   |                                               |                                              |
| 50Fe           | 26            | 24            | 49.96299(6)      | 155(11) мс                    | β+, p (<.1 %)                 | 49Cr                          | 0+                   |                                               |                                              |
| 51Fe           | 26            | 25            | 50.956820(16)    | 305(5) мс                     | β+                            | 51Mn                          | 5/2−                 |                                               |                                              |
| 52Fe           | 26            | 26            | 51.948114(7)     | 8.275(8) г                    | β+                            | 53mMn                         | 0+                   |                                               |                                              |
| 52mFe          | 6.81(13) МеВ  | 6.81(13) МеВ  | 6.81(13) МеВ     | 45.9(6) с                     | β+                            | 52Mn                          | (12+)#               |                                               |                                              |
| 53Fe           | 26            | 27            | 52.9453079(19)   | 8.51(2) хв                    | β+                            | 53Mn                          | 7/2−                 |                                               |                                              |
| 53mFe          | 3040.4(3) кеВ | 3040.4(3) кеВ | 3040.4(3) кеВ    | 2.526(24) хв                  | ізомерний перехід             | 53Fe                          | 19/2−                |                                               |                                              |
| 54Fe           | 26            | 28            | 53.9396090(5)    | Спостережно стабільний ізотоп | Спостережно стабільний ізотоп | Спостережно стабільний ізотоп | 0+                   | 0.05845(35)                                   | 0.05837–0.05861                              |
| 54mFe          | 6526.9(6) кеВ | 6526.9(6) кеВ | 6526.9(6) кеВ    | 364(7) нс                     |                               |                               | 10+                  |                                               |                                              |
| 55Fe           | 26            | 29            | 54.9382934(7)    | 2.737(11) років               | ЕЗ                            | 55Mn                          | 3/2−                 |                                               |                                              |
| 56Fe           | 26            | 30            | 55.9349363(5)    | Стабільний                    | Стабільний                    | Стабільний                    | 0+                   | 0.91754(36)                                   | 0.91742–0.91760                              |
| 57Fe           | 26            | 31            | 56.9353928(5)    | Стабільний                    | Стабільний                    | Стабільний                    | 1/2−                 | 0.02119(10)                                   | 0.02116–0.02121                              |
| 58Fe           | 26            | 32            | 57.9332744(5)    | Стабільний                    | Стабільний                    | Стабільний                    | 0+                   | 0.00282(4)                                    | 0.00281–0.00282                              |
| 59Fe           | 26            | 33            | 58.9348755(8)    | 44.495(9) днів                | β−                            | 59Co                          | 3/2−                 |                                               |                                              |
| 60Fe           | 26            | 34            | 59.934072(4)     | 2.6×106 років                 | β−                            | 60Co                          | 0+                   | сліди                                         |                                              |
| 61Fe           | 26            | 35            | 60.936745(21)    | 5.98(6) хв                    | β−                            | 61Co                          | 3/2−,5/2−            |                                               |                                              |
| 61mFe          | 861(3) кеВ    | 861(3) кеВ    | 861(3) кеВ       | 250(10) нс                    |                               |                               | 9/2+#                |                                               |                                              |
| 62Fe           | 26            | 36            | 61.936767(16)    | 68(2) с                       | β−                            | 62Co                          | 0+                   |                                               |                                              |
| 63Fe           | 26            | 37            | 62.94037(18)     | 6.1(6) с                      | β−                            | 63Co                          | (5/2)−               |                                               |                                              |
| 64Fe           | 26            | 38            | 63.9412(3)       | 2.0(2) с                      | β−                            | 64Co                          | 0+                   |                                               |                                              |
| 65Fe           | 26            | 39            | 64.94538(26)     | 1.3(3) с                      | β−                            | 65Co                          | 1/2−#                |                                               |                                              |
| 65mFe          | 364(3) кеВ    | 364(3) кеВ    | 364(3) кеВ       | 430(130) нс                   |                               |                               | (5/2−)               |                                               |                                              |
| 66Fe           | 26            | 40            | 65.94678(32)     | 440(40) мс                    | β− (>99.9 %)                  | 66Co                          | 0+                   |                                               |                                              |
| 66Fe           | 26            | 40            | 65.94678(32)     | 440(40) мс                    | β−, n (<.1 %)                 | 65Co                          | 0+                   |                                               |                                              |
| 67Fe           | 26            | 41            | 66.95095(45)     | 394(9) мс                     | β− (>99.9 %)                  | 67Co                          | 1/2−#                |                                               |                                              |
| 67Fe           | 26            | 41            | 66.95095(45)     | 394(9) мс                     | β−, n (<.1 %)                 | 66Co                          | 1/2−#                |                                               |                                              |
| 67mFe          | 367(3) кеВ    | 367(3) кеВ    | 367(3) кеВ       | 64(17) μs                     |                               |                               | (5/2−)               |                                               |                                              |
| 68Fe           | 26            | 42            | 67.95370(75)     | 187(6) мс                     | β− (>99.9 %)                  | 68Co                          | 0+                   |                                               |                                              |
| 68Fe           | 26            | 42            | 67.95370(75)     | 187(6) мс                     | β−, n                         | 67Co                          | 0+                   |                                               |                                              |
| 69Fe           | 26            | 43            | 68.95878(54)#    | 109(9) мс                     | β− (>99.9 %)                  | 69Co                          | 1/2−#                |                                               |                                              |
| 69Fe           | 26            | 43            | 68.95878(54)#    | 109(9) мс                     | β−, n (<.1 %)                 | 68Co                          | 1/2−#                |                                               |                                              |
| 70Fe           | 26            | 44            | 69.96146(64)#    | 94(17) мс                     |                               |                               | 0+                   |                                               |                                              |
| 71Fe           | 26            | 45            | 70.96672(86)#    | 30# мс [>300 нс]              |                               |                               | 7/2+#                |                                               |                                              |
| 72Fe           | 26            | 46            | 71.96962(86)#    | 10# мс [>300 нс]              |                               |                               | 0+                   |                                               |                                              |

1. ↑  Скорочення:
ЕЗ: електронне захоплення
2. ↑  Жирним для стабільних ізотопів
3. ↑  Спіни зі слабким оцінковим обґрунтуванням взяті в дужки.
4. ↑  Найменша маса на нуклон для всіх нуклідів. Кінцевий продукт нуклеосинтезу в зорях

- Атомні маси стабільних нуклідів (54Fe, 56Fe, 57Fe та 58Fe) наведено за допомогою оцінки атомної маси AME2012. Помилки одного стандартного відхилення наведено в дужках після відповідних останніх цифр.[4]

## Залізо-54
54Fe — спостережно стабільний ізотоп, але теоретично може розпадатися до 54Cr з періодом напіврозпаду понад 4.4×1020 років через подвійне захоплення електронів.

## Залізо-56
56Fe є найпоширенішим ізотопом заліза. Він також є ізотопом з найменшою масою на нуклон, 930.412 МеВ/c2, хоча не є ізотопом із найвищою енергією ядерного зв'язку на нуклон, яким є нікель-62. Однак через деталі процесу нуклеосинтезу, 56Fe є більш поширеною кінцевою точкою ланцюгів термоядерного синтезу всередині наднових, де він здебільшого утворюється як 56Ni. Таким чином, 56Ni більш поширений у Всесвіті порівняно з іншими металами, включаючи 62Ni, 58Fe та 60Ni, які мають дуже високу енергію зв'язку.
Висока енергія ядерного зв'язку для 56Fe представляє точку, де подальші ядерні реакції стають енергетично невигідними. Через це він є одним з найважчих елементів, що утворюються в реакціях зоряного нуклеосинтезу в масивних зорях. У цих реакціях зливаються легші елементи, такі як магній, кремній і сірка, з утворенням важчих елементів. Серед утворених більш важких елементів є 56Ni, який згодом розпадається до 56Co, а потім до 56Fe.

## Залізо-57
57Fe широко використовується в мессбауерівській спектроскопії та пов'язаній ядерно-резонансній коливальній спектроскопії завдяки низькій природній варіації енергії ядерного переходу 14,4 кеВ. Відомо, що цей перехід був використаний для першого остаточного вимірювання гравітаційного червоного зміщення в експерименті Паунда-Ребки 1960 року.

## Залізо-58
Залізо-58 можна використовувати для боротьби з анемією та низькою абсорбцією заліза, для метаболічного відстеження людських генів, що контролюють залізо, а також для відстеження мікроелементів у природі. Залізо-58 також є допоміжним реагентом у синтезі надважких елементів.

## Залізо-60
Залізо-60 — ізотоп заліза з періодом напіврозпаду 2,6 мільйонів років, але до 2009 року вважалося, що період напіврозпаду становить 1,5 мільйонів років. Воно піддається бета-розпаду до кобальту-60, який потім розпадається з періодом напіврозпаду приблизно 5 років до стабільного нікелю-60. Сліди заліза-60 були знайдені в місячних зразках.
У фазах метеоритів Семаркона та Червоний Кут можна виявити кореляцію між концентрацією 60Ni, дочірнього ізотопу 60Fe, і великою кількістю стабільних ізотопів заліза, що свідчить про існування 60Fe у час утворення Сонячної системи. Можливо, енергія, що виділяється при розпаді 60Fe, разом з енергією, що виділяється при розпаді радіонукліда 26Al, сприяла переплавленню та диференціації астероїдів після їх утворення 4.6 мільярдів років тому. Велика кількість 60Ni, присутнього у позаземному матеріалі, також може дати глибше розуміння походження Сонячної системи та її ранньої історії.[джерело?]
Залізо-60, виявлене в скам'янілих бактеріях у відкладеннях морського дна, свідчить про наявність наднової поблизу Сонячної системи приблизно 2 мільйонів років тому. Залізо-60 також знайдено у відкладеннях з 8 мільйонів років тому. У 2019 році дослідники знайшли міжзоряне 60Fe в Антарктиді, яке вони відносять до Місцевої міжзоряної хмари.
Кобальт-60, продукт розпаду заліза-60, виділяє 1,173 МеВ і 1,333 МеВ під час розпаду. Ці гамма-лінії протягом тривалого часу були важливими цілями для гамма-астрономії, і були виявлені гамма-обсерваторією INTEGRAL. Сигнал простежує площину Галактики, показуючи, що синтез 60Fe триває в нашій Галактиці, і досліджує утворення елементів у масивних зорях.

## Подальше читання
- J. M. Nielsen (1960). The Radiochemistry of Iron (PDF). National Academy of Sciences/National Research Council.

| H  |    |    |    |    |    |    |    |    |    |    |    |     |    |    |    |    | He |  |  |  |  |  |  |
| Li | Be |    |    |    |    |    |    |    |    |    |    | B   | C  | N  | O  | F  | Ne |  |  |  |  |  |  |
| Na | Mg |    |    |    |    |    |    |    |    |    |    | Al  | Si | P  | S  | Cl | Ar |  |  |  |  |  |  |
| K  | Ca | Sc | Ti | V  | Cr | Mn | Fe | Co | Ni | Cu | Zn | Ga  | Ge | As | Se | Br | Kr |  |  |  |  |  |  |
| Rb | Sr | Y  | Zr | Nb | Mo | Tc | Ru | Rh | Pd | Ag | Cd | In  | Sn | Sb | Te | I  | Xe |  |  |  |  |  |  |
| Cs | Ba | *  | Hf | Ta | W  | Re | Os | Ir | Pt | Au | Hg | Tl  | Pb | Bi | Po | At | Rn |  |  |  |  |  |  |
| Fr | Ra | ** | Rf | Db | Sg | Bh | Hs | Mt | Ds | Rg | Cn | Uut | Fl | Mc | Lv | Ts | Og |  |  |  |  |  |  |
|    |    |    |    |    |    |    |    |    |    |    |    |     |    |    |    |    |    |  |  |  |  |  |  |
|    | *  | La | Ce | Pr | Nd | Pm | Sm | Eu | Gd | Tb | Dy | Ho  | Er | Tm | Yb | Lu |    |  |  |  |  |  |  |
| ** | Ac | Th | Pa | U  | Np | Pu | Am | Cm | Bk | Cf | Es | Fm  | Md | No | Lr |    |    |  |  |  |  |  |  |